# Попеску, Иван Васильевич
Иван Васильевич Попеску (укр. Іван Васильович Попеску; род. 16 апреля 1964, село Нижние Петровцы, Черновицкая область) — украинский политик.
Кандидат филологических наук.
Доктор философии по филологии (1995).
Почётный магистр права (1996, КНУ).

## Биография
Окончил Черновицкий государственный университет, где учился в 1981—1986 годах — филолог, преподаватель русского языка и литературы.
Окончил Межрегиональную академию управления персоналом, где учился в 2002—2004 годах, магистр политологии.
В 1987—1994 годах — ассистент кафедры русского языка, в 1989—1991 годах — аспирант той же кафедры Черновицкого госуниверситета.
В 1994—1998 и 1998—2002 годах — народный депутат Украины II и III созывов.
В 2005 году работал в секретариате Уполномоченного Верховной Рады Украины по правам человека Нины Карпачевой.
В 2006—2007 годах — народный депутат Украины V созыва от Партии регионов (был № 173 в избирательном списке).
C 2007 года — народный депутат Украины VI созыва от Партии регионов (был № 173 в избирательном списке).
В 1996—2002 и с 2006 года — член ПАСЕ, где с 2008 года — глава постоянной делегации Украины, а с 2010 года — вице-президент ПАСЕ.
С 2005 года — президент межрегионального объединения «Румынское сообщество Украины».
Награждён орденами «За заслуги» ІІІ ст. (1997) и ІІ ст (2010).
Жена Александра (1963 г.р.), дочь Инна (1988 г.р.).